# ЕОС Матрикс
ЕОС Матрикс (до 2005 г. – Юръп Матрикс) е българска агенция, специализирана в събиране и управление на просрочени вземания за банкови и небанкови финансови институции, телекоми и ютилити компании, корпоративния сектор и други. От 2005 г. насам ЕОС Матрикс е част от международната финансова група EOS Group със седалище в Хамбург, Германия. Групата има над 60 собствени – дружества в 24 държави в Европа и Северна Америка, с общо над 6000 служители.
През 2022 година предприятието управлява вземания за 76 милиона лева и има годишни приходи от 40 милиона лева.
Към момента компанията разполага с два офиса – в София и Стара Загора, в които към 2014 г. работят над 200 служители.
Управители на компанията са Райна Миткова-Тодорова и Тихомир Вълчев.
Като глобален финансов инвеститор, плановете на ЕОС са за все повече инвестиции на международно ниво в изкупуване на портфейли от лоши дългове и такива, обезпечени с активи като ипотечни портфейли. Компанията ще разчита на предприемаческия си дух, експертните познания в областта на данните, автоматизацията и изкуствения интелект – като фактори за бъдещия успех.

## История
ЕОС Матрикс ЕООД е основана през 2002 г. под името Юръп Матрикс. През 2005 година се присъединява към международната EOS Group, част от групата Otto, създадена през далечната 1974 година и считана за най-голямата фирма за изкупуване на дългове в Германия. EOS Group разполага с партньорска мрежа от представители в над 180 държави. Участието в EOS Group е основополагащ фактор за бъдещото развитие на колекторската агенция. Така, за първите 7 години от създаването си, ЕОС в България се разраства до персонал от 250 души – до 2009 г. През 2014 година е регистрирана като финансова институция, специализирана в изкупуването на просрочени вземания. През същата година EOS основава второто си подразделение в България – EOC Сървисис, специализирано в услуги, свързани със събиране и управление на вземания. Компанията е регистриран администратор на лични данни към Комисията за защита на личните данни. Към днешна дата ЕОС в България разполага с два офиса – в София и Стара Загора, в които работят над 350 квалифицирани служители и е най-голямата агенция за управление на вземания в България, занимаваща се с изкупуване на дългове, събиране и управление на вземания.

## Дейност
- Изкупуване на вземания.
Прехвърлянето на вземанията става посредством процедура по оценка на портфейла и цедирането му от оригиналния кредитор към колекторската агенция. Оценяването на портфейла с вземания става чрез специализиран анализ на представителна извадка от случаи.. Освобождаването на фирмите от несъбраните вземания им носи незабавен паричен поток и възможност за нови инвестиции.
- Събиране на дългове
Основна цел на ЕОС при събирането на вземания е освен да се договори плащане, да се запазят добрите и професионални отношения между кредиторите и клиентите им. Работата с колекторската агенция спестява ценно време и пари на компаниите и им позволява да запазят фокуса върху дейността си.
- Международно събиране на вземания
В международен аспект пречките в процеса по събиране на вземания се увеличават. Различните езици, култури и законодателства затрудняват процедурата за възвръщането на вземания – благодарение на богатия си опит ЕОС Матрикс се справя с предизвикателствата, бидейки част от международната партньорска мрежа на EOS Group.
- Предимства в практиките и работа с ЕОС
Високите резултати и изграденото доверие във фирмите клиенти се дължат не само на дългогодишния опит на ЕОС Матрикс. Колекторската компания инвестира непрестанно в иновативни софтуерни решения и технологии, които повишават интензитета на работата, улесняват процеса и подпомагат успеваемостта на процеса по събиране.
Индивидуалният подход и персоналните решения превръщат ЕОС в най-предпочитания колекторски партньор в България.

## Софтуер за събиране на дългове
Колекторската агенция ЕОС Матрикс разработва Matrix Collection Software – специализирано софтуерно решение за управление на просрочени вземания, което подлежи на търговска продажба. Той позволява проследяване на целия процес по управление на вземания – от извънсъдебно, през съдебно събиране, до възлагане на външни подизпълнители с възможности за генериране на автоматични справки, отчети и автоматизация на процесите. Програмата осигурява достъп до детайлна информация за всяко едно задължение, подробна разбивка на дълга по елементи, история на комуникацията с просрочилите лица и проследяване и мониторинг на работата на агентите по събиране на вземания, както и анализ на ефективността на индивидуална база, на база екип или портфейл. По данни на ЕОС Матрикс, софтуерът съкращава работния процес на агентите по събиране на вземания и значително повишава ефективността им с до 50%.

## Участия в асоциации
От 2013 г. ЕОС Матрикс е част от най-голямата двустранна външнотърговска камара в страната – Германо-българската индустриално-търговска камара, а през 2014 се присъединява и към Американската търговска камара в България AmCham. През 2011 г. ЕОС Матрикс основава в съдружие с други български компании за събиране на вземания Асоциацията на колекторските агенции в България (АКАБГ).
Асоциацията на колекторските агенции в България (АКАБГ) е професионална организация, създадена с цел да утвърди добрите практики, свързани със събирането и управлението на вземания в България. Основната мисия на АКАБ е да повиши финансовата култура на потребителите и да им даде достоверна информация с какви права разполагат и какви задължения имат, при наличието на просрочени плащания. Четири от най-големите компании в сферата, заедно с ЕОС Матрикс, създават асоциацията през юли 2015 година. Днес АКАБГ заема около 75% от сектора за управление на вземания. Членки могат да станат само фирми, които отговарят на строгия етичния кодекс, който гарантира, че участниците спазват законовите изисквания и прилагат добри практики. Райна Миткова-Тодорова, която притежава дългогодишен опит в сектора и е управител на ЕОС Матрикс, е председател на организацията.
АКАБГ провежда редица икономически проучвания и участва със становища по важни законопроекти, с цел да осигури максимално много и достоверна информация.